# Gemeinschaftsgarten

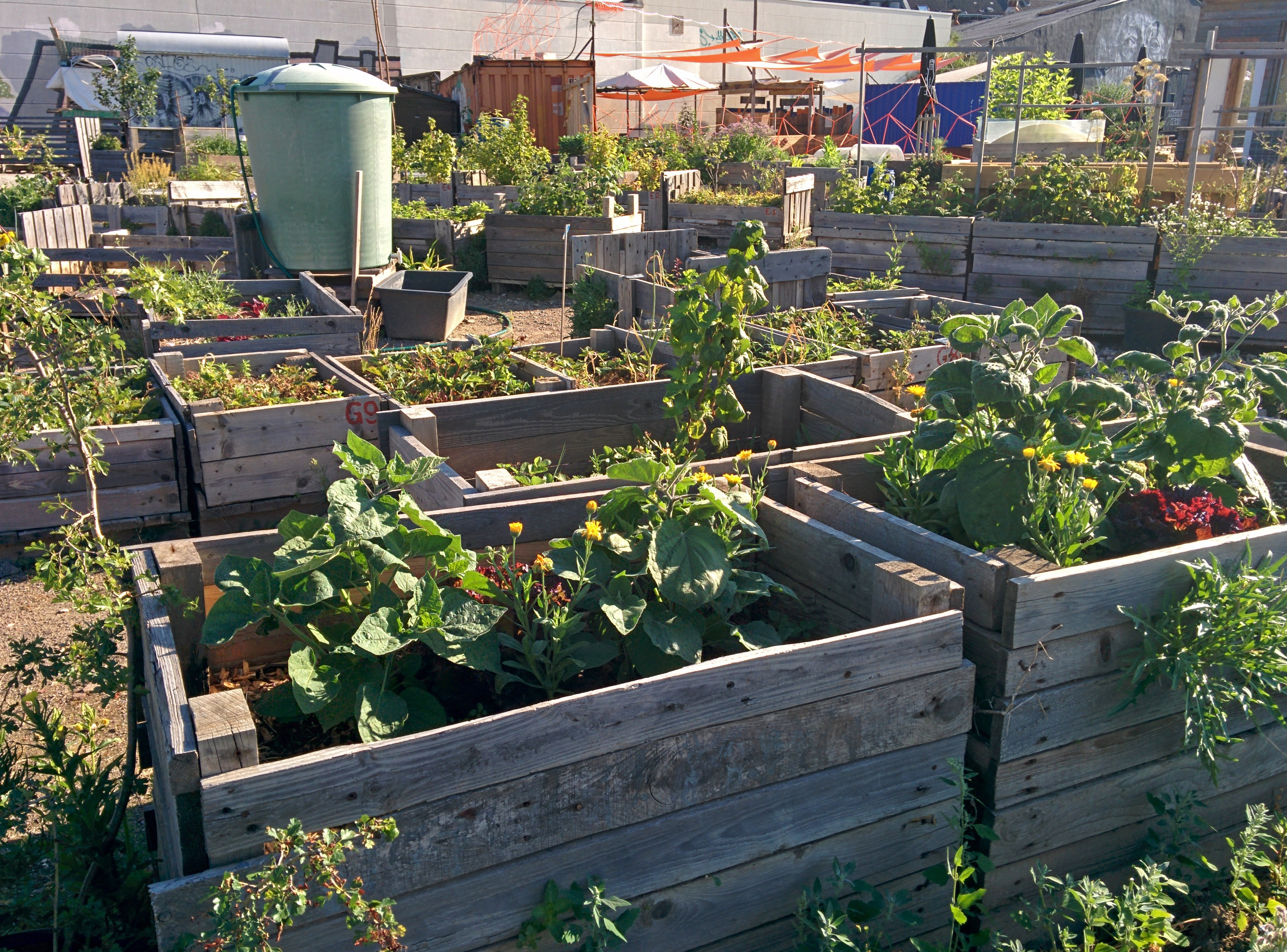
Mobiler Gemeinschaftsgarten in Köln-Ehrenfeld

Ein Gemeinschaftsgarten ist ein als Garten genutztes Stück Land, das von einer Gruppe von Personen gemeinsam bewirtschaftet wird.

## Beschreibung
Gemeinschaftsgärten sind kollektiv betriebene Gärten in der Tradition der community gardens.
Die Grundstücke befinden sich meistens in der Stadt. Oft sind die Gärten öffentlich zugänglich.
Der rechtliche Status ist sehr unterschiedlich. Es kann sich um Besetzungen handeln, es können aber auch Privatgrundstücke sein oder öffentliche Gelände.
Die Initiatoren und Träger der Gemeinschaftsgärten können ebenfalls sehr verschieden sein: Nachbarn, politische Gruppen, Vereine, Kirchen, Schulen und Guerilla-Gärtner. Dies hängt unmittelbar mit den jeweiligen Zielen sowie den örtlichen und regionalen Bedingungen, Bedürfnissen und den betreibenden Interessengruppen zusammen.
Viele Gemeinschaftsgärten haben sich beispielsweise bereits mit dem Ziel des interkulturellen Gärtnerns zusammengefunden. Hier gärtnern Menschen unterschiedlichster nationaler Herkunft miteinander.
Die Gemeinschaftsgärten entstanden zum einen aus einem neu erwachten Bedürfnis nach der Produktion eigener gesunder Lebensmittel (insbesondere in den Großstädten), aber auch mit dem Ziel des Austausches untereinander, nicht nur über gärtnerisches Alltags- und Fachwissen, und eben der Pflege von Gemeinschaftsleben.
Viele Gärten entstanden durch öffentliche Förderung, aber mit dem Ziel der Erhaltung aus eigener Kraft. Nicht alle Gemeinschaftsgärten sind dauerhaft gesichert.

## Besondere Formen
Eine weitere Form des Gemeinschaftsgartens ist Gardensharing (auch Landsharing), bei dem ein Grundbesitzer einem Gärtner (oder mehreren) Zugang zu Land, in der Regel einem Garten ermöglicht, um Nahrungsmittel anzubauen. Dies kann in einer vertraglich geregelten Beziehung zwischen zwei Personen (Personen im rechtlichen Sinn: es kann sich auch um Gruppen von Menschen oder juristische Personen handeln) oder über die Vermittlung durch ein Web-basiertes Projekt erfolgen. Land zu teilen ist keine Schenkökonomie, sondern der Share Economy zuzuordnen. Ermöglicht wird der rasche Zugang zur Nutzung von Boden, wenn Gemeinschaftsgärten nicht oder nur über Wartelisten genutzt werden können.
Eine Sonderform des Gemeinschaftsgartens ist der Gemeinschaftsdachgarten.

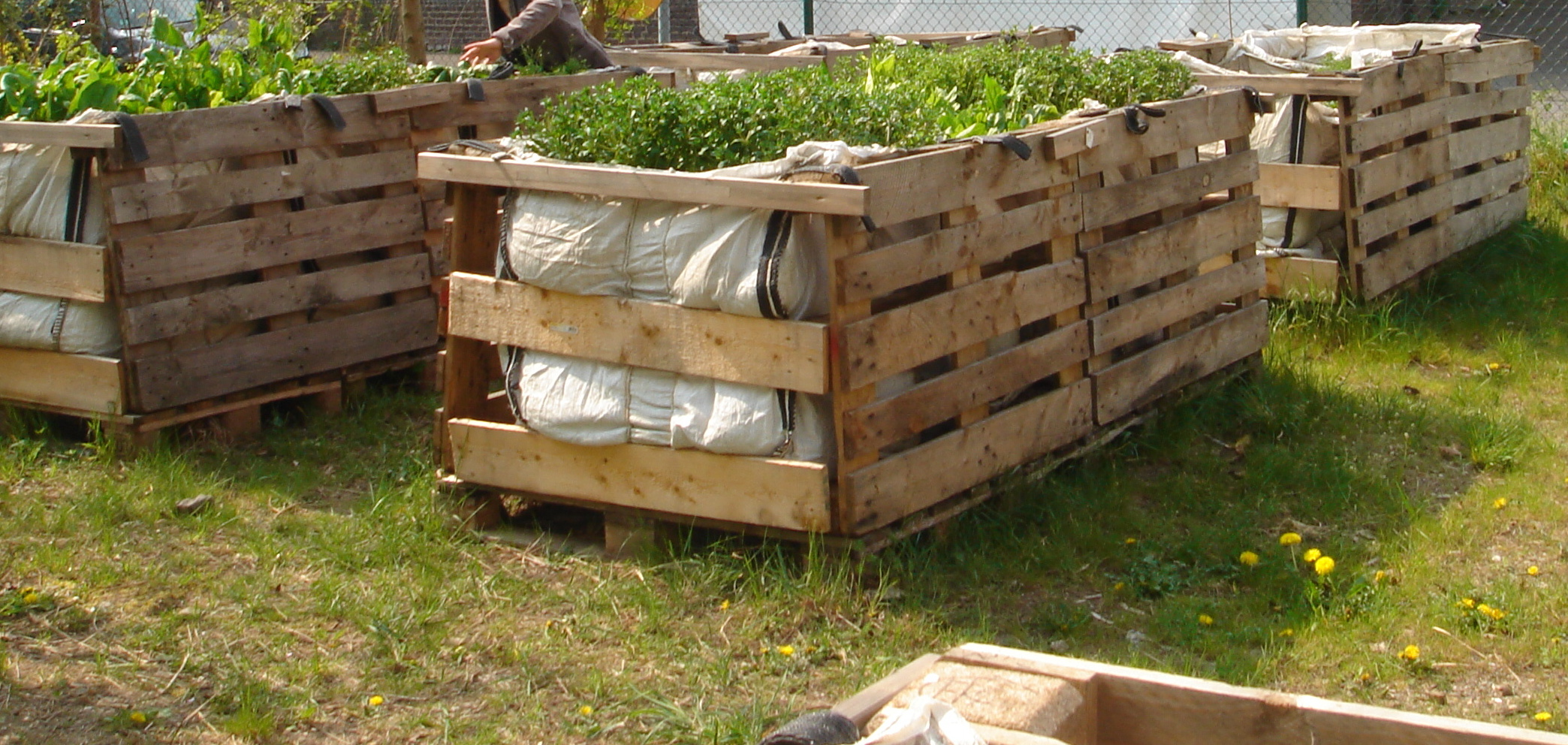
Hochbeet aus umgebauten Paletten mit Bigbag

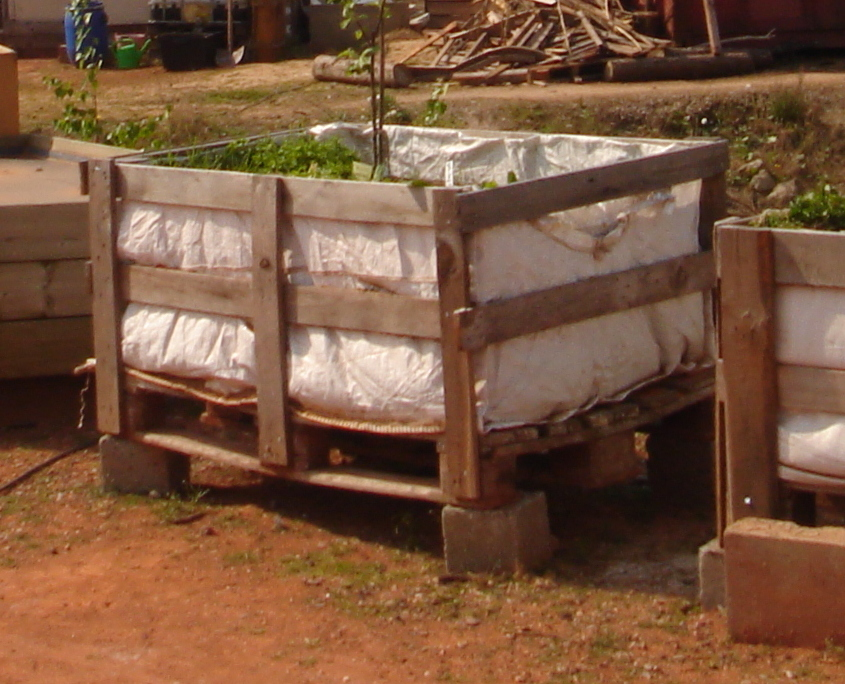
Palette auf Steinblöcken. Kontaminierter Boden mit Tennisplatzsand überdeckt.

In vielen Städten sind mobile Gemeinschaftsgärten anzutreffen. Charakteristisch des Mobilen sind folgende Eigenschaften:
- Es wird Brachland in der Innenstadt verwendet, das im Regelfall nur temporär Brachland sein kann, aber dafür kostenlos oder gegen geringe Miete befristet überlassen wird.
- Der komplette Garten wird mobil gehalten, indem alle Pflanzen nicht in den Boden gepflanzt werden, sondern auf Transportpaletten, Kisten, Fässern oder Säcken. Der komplette Gemeinschaftsgarten kann so umziehen, sobald das Brachland als Bauland genutzt werden soll. Bevorzugt werden Hochbeete auf Paletten, weil diese besonders gut per Gabelstapler umziehen können. Oft werden diese Paletten auf Steinblöcke gelegt, damit die Bodenfeuchtigkeit nicht das Holz angreift.
- Sehr oft werden mobile Gemeinschaftsgärten auf kontaminierte Böden angelegt, weil dieses Brachland erst durch eine aufwendige Sanierung als Bauland genutzt werden kann. Charakteristisch an dieser Situation ist, dass oft der Boden zunächst mit einer unbedenklichen Schutzschicht überzogen werden muss, gegebenenfalls auch mit einer Folie als Trennschicht, um bei der Sanierung nicht die Entsorgungsmenge zu erhöhen. Das Pflanzen in Paletten ist hier auch erforderlich, damit das Wurzelwerk nicht mit dem kontaminierten Boden in Berührung kommt.
- Da ein mobiler Gemeinschaftsgarten auf temporärem Brachland angelegt wird, sollte er möglichst ohne ortsgebundene Investitionen errichtet werden. Hilfreich ist hier die Nutzung von Abfällen aus der Wirtschaft, die sonst entsorgt werden müssten wie zum Beispiel Transportpaletten von Baustellen, Bigbags aus der Lebensmittelindustrie oder jährlich ausgetauschter Tennisplatzsand (bspw. als Schutzschicht gegenüber kontaminiertem Boden).

## Gemeinschaftsgärten in Deutschland: Beispiele

### Himmelbeet (Berlin)
Hauptartikel: Himmelbeet
Das Himmelbeet ist ein interkultureller Gemeinschaftsgarten im sozialen Brennpunkt Wedding. Unter dem Motto „zusammen wachsen“ hat er sich der Aufgabe verschrieben, Nachbarn sowie soziale Randgruppen (Migranten, Senioren, sowie körperlich und geistig Benachteiligte) bei der Gartenarbeit friedlich zusammenzuführen. Das Miteinander wird außerdem bei zahlreichen Kultur- und Lehrveranstaltungen zur Ernährungs- und Umweltbildung gestärkt. Besonderer Schwerpunkt wird dort auf den ökologischen Anbau regionaler und alter Kultursorten gelegt. Was 2009 als Idee eines urbanen Gartens über den Dächern Berlins auf einem Parkdeck begann, hat sich seit 2013 seinen festen Platz auf dem Boden nahe dem Leopoldplatz geschaffen, nachdem Brandschutzbestimmungen das Dachvorhaben scheitern ließen.

### HirschGrün und Vielfeld (Aachen)
Der Gemeinschaftsgarten HirschGrün wurde im April 2013 auf einer ehemaligen Brachfläche von ca. 1200 m² gegründet. Auf dem Gelände stehen noch ein Schrank zum Teilen der erzeugten Lebensmittel.
Neben dem Gemeinschaftsgarten HirschGrün wurde noch der Garten Vielfeld auf dem Gelände der ehemaligen Stadtgärtnerei im Stadtpark, gleich hinter dem Neuen Aachener Kunstverein, gegründet.

### Inselgarten (Berlin)

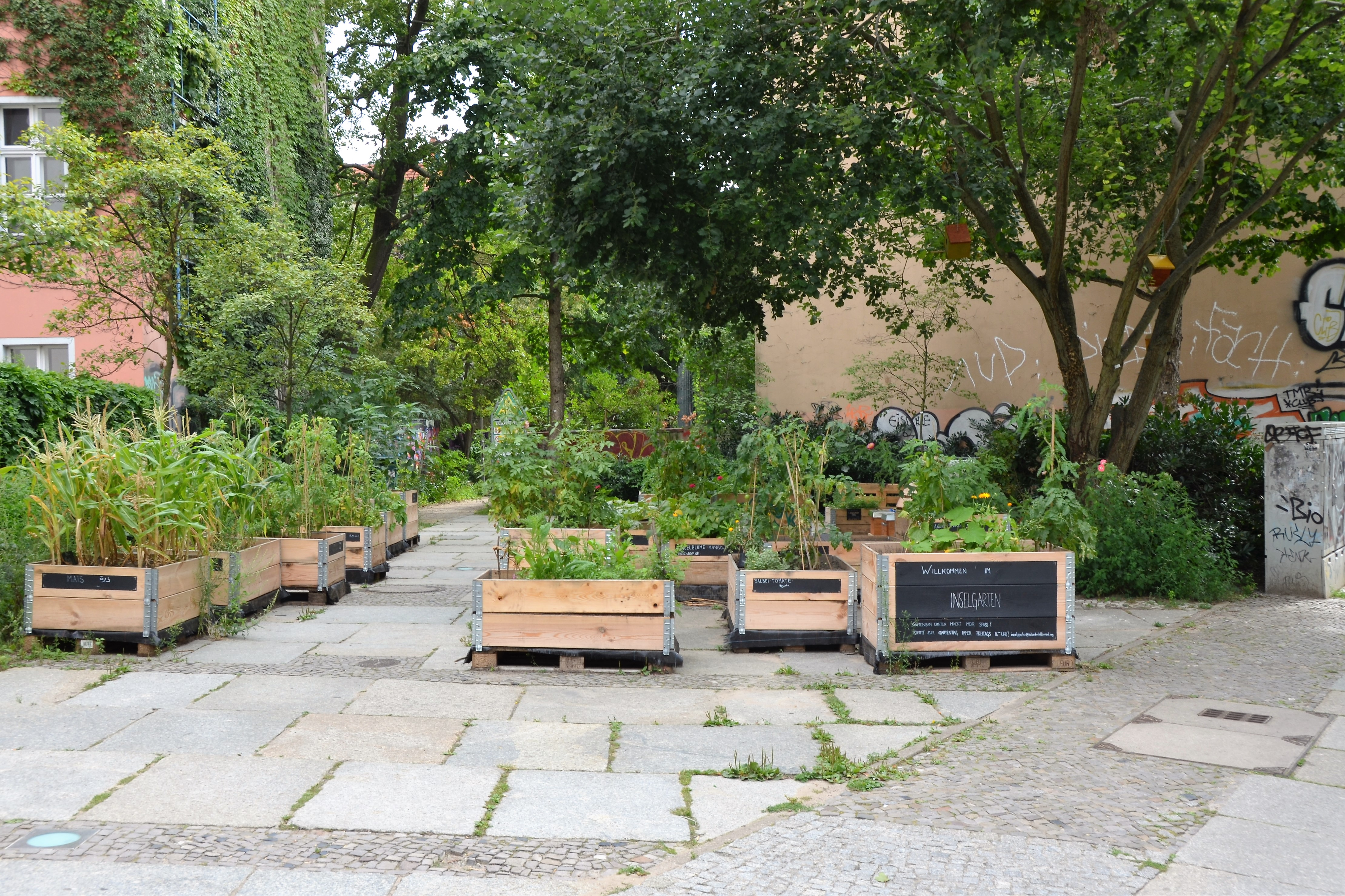
Auf Gehwegplatten entsteht der Inselgarten mit den mobilen Hochbeeten. Die Schilder an den Pflanzen sind mehrsprachig ausgezeichnet

Im Jahr 2016 entwickelt sich aus einem Projekt ein gemeinschaftlich genutzter Stadtgarten im öffentlichen Raum (Urban Gardening) an der Cheruskerstraße nahe dem S-Bahnhof Julius-Leber-Brücke. Es ist eine Initiative von Über den Tellerrand e. V., dem Lebensmittelgeschäft Bio-Insel und der Technischen Universität Berlin. Dort wird der Bau des Inselgartens in eine Lehrveranstaltung am Institut für Architektur eingebunden. Das Projekt soll sich auf die gesellschaftlichen Veränderungsprozesse auf der Roten Insel beziehen und die Anwohner aktiv einbeziehen. Zwei Bienenstöcke, zwei Nistkästen, eine aus Europaletten gebaute Bank und ein Wassertank ergänzen die mobile Gartenanlage.

### Münchner Krautgärten (München)
Seit 1999 wurden in München 21 Krautgärten (Stand 2015) auf privaten Ackerflächen oder Stadtgütern am Stadtrand angelegt, aufgrund hoher Nachfrage sollen weitere hinzukommen. Ziel der Stadt München ist es, den Grüngürtel um die Stadt zu erhalten, lokale Landwirte zu unterstützen und urbanes Gärtnern zu fördern. Die Organisation am jeweiligen Standort übernimmt der Landwirt oder ein dafür gegründeter Verein. Die 30–60 m² großen Parzellen werden für jeweils eine Gartensaison verpachtet und von professionellen Gärtnern vorbepflanzt. Die weitere Pflege und Ernte übernehmen dann die Pächter.

### Neuland (Köln)
Als Mobiler Gemeinschaftsgarten ist Kölner Neuland e. V. im Jahre 2011 entstanden und wird durch die Stiftung Mitarbeit unterstützt, in dessen Folge 1,5 Stellen finanziert sind. Es ist ein großer Gemeinschaftsgarten, der sich in die Richtung eines „OpenAir Bürgerzentrums“ entwickelt. Besonderes Merkmal ist eine beliebte Wegabkürzung mitten durch den Garten, wodurch eine leichtere soziale Interaktion möglich ist.

### Pagalino und kügäli (Hannover)

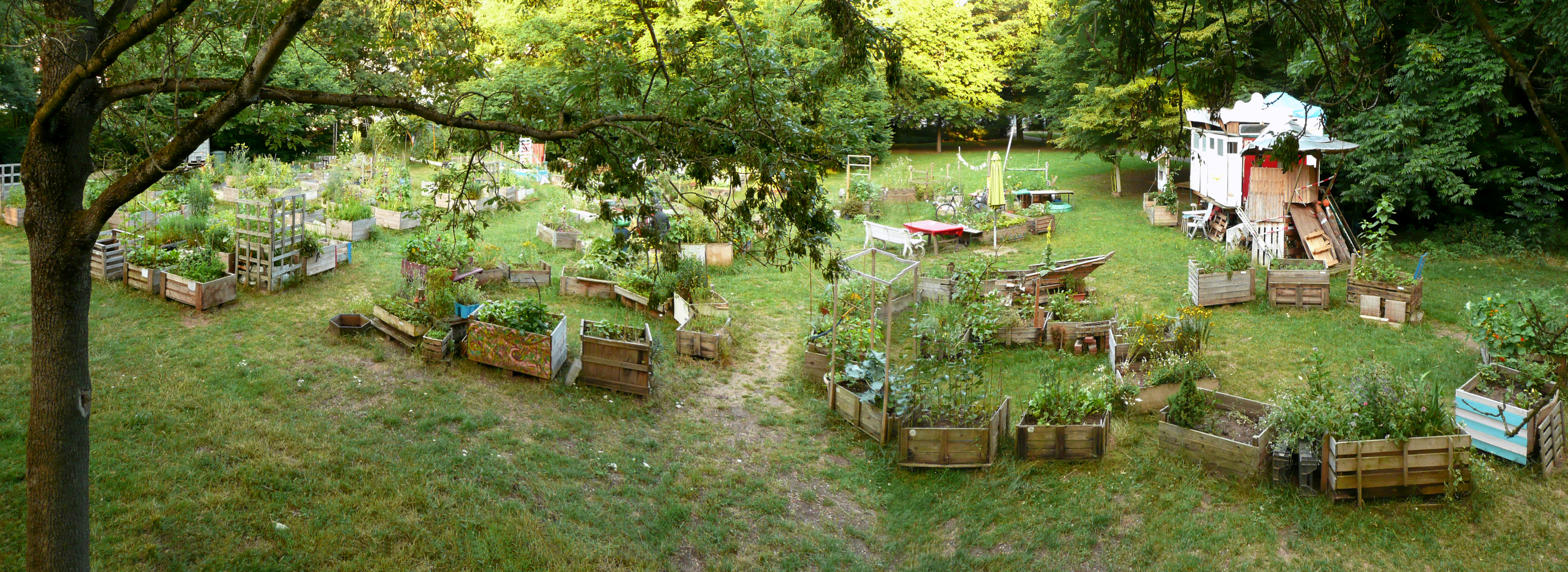
Gemeinschaftsgarten Pagalino in Hannover

Im Stadtteil Linden-Nord entstand mit dem Bürgergartenprojekt Pagalino (Palettengarten Linden-Nord) auf der Lichtung in einem Waldstück am Freizeitheim Linden 2012 ein Palettengarten. Vorläufer war das 2011 entstandene Gartenprojekt kügäli im Stadtteil Limmer, das seinen ersten Standort auf einem brach liegenden Parkplatz des Unternehmens Continental hatte. Wegen Baumaßnahmen zog das mobile Gartenprojekt auf ein Brachgelände in Nachbarschaft zum Platzprojekt Hannover im Stadtteil Linden-Mitte um.

### Rosa Rose (Berlin)
Ein Beispiel für einen Gemeinschaftsgarten ist Rosa Rose in Berlin. Seit Mai 2004 nutzten Nachbarn gemeinsam eine etwa 2000 m² große, aus drei Grundstücken bestehende Fläche im Berliner Bezirk Friedrichshain-Kreuzberg, einem Bezirk mit nur wenigen innerstädtischen Grünflächen. Ein großer Teil dieser Fläche ist im Sommer 2008 geräumt worden, die verbliebenen Gemeinschaftsgartennutzer versuchten, mit Hilfe einer Unterschriftenkampagne, den Fortbestand ihres Gartens zu sichern. 2009 wurde jedoch auch der übrige Teil der Fläche geräumt. Inzwischen ist Rosa Rose umgezogen und macht auf neuer Fläche weiter.

## Gemeinschaftsgärten in anderen Ländern

### Entwicklungsländer

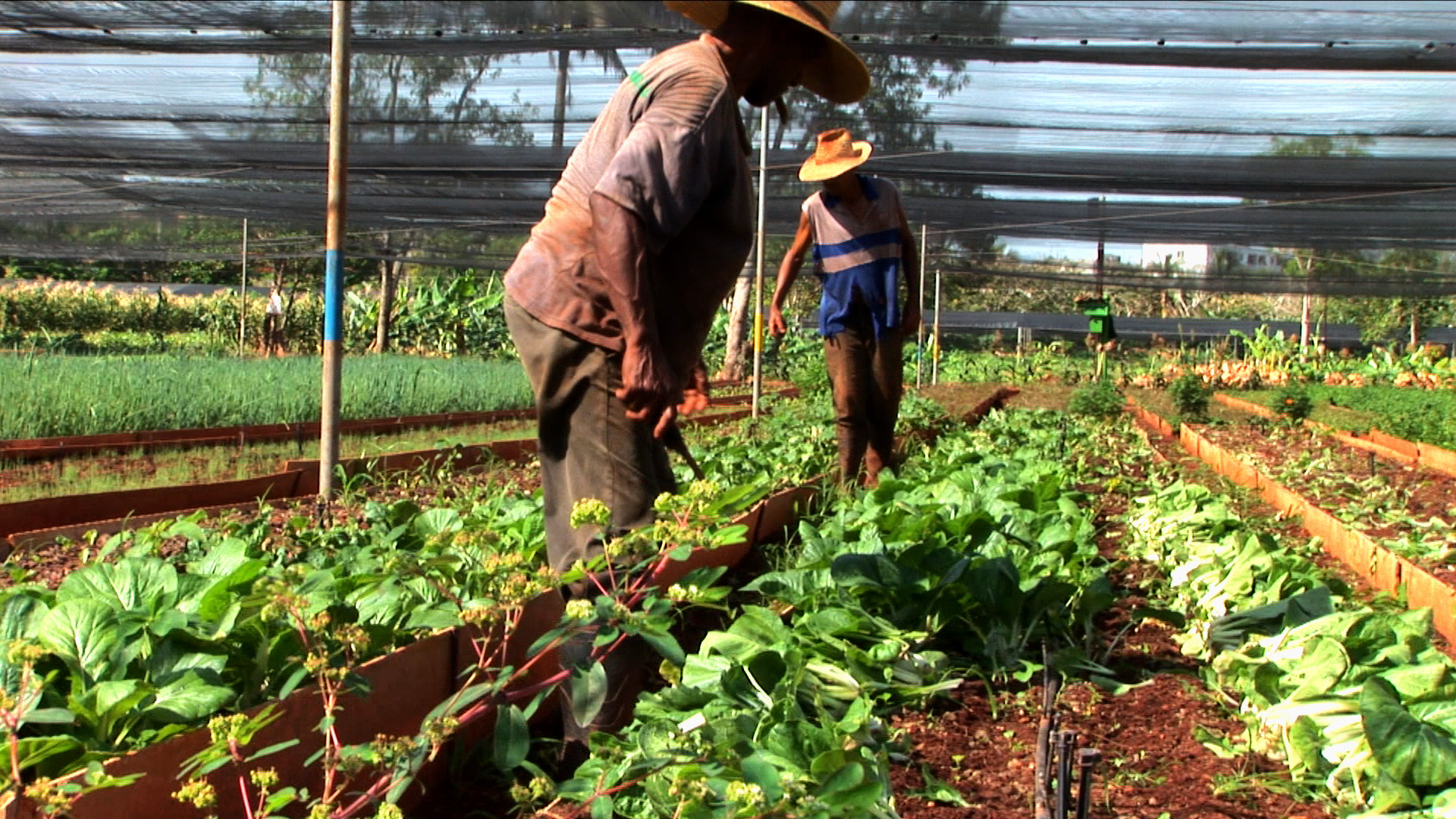
Cooperative Alamar, Kuba, im Film Voices of Transition

Auch in der Entwicklungszusammenarbeit spielen Gemeinschaftsgärten eine wachsende Rolle, da sie helfen, den weit verbreiteten Mangel an Mikronährstoffen zu überwinden, und darüber hinaus den Zusammenhalt der Beteiligten stärken können. In Kubas Landwirtschaft spielen Gemeinschaftsgärten und landwirtschaftliche Kooperativen seit Beginn der 1990er Jahre eine wichtige Rolle für die Versorgung der Landwirtschaft.